# 1994-es labdarúgó-világbajnokság-selejtező (UEFA)
Az 1994-es labdarúgó-világbajnokság selejtezőjének UEFA-zónájában összesen 39 nemzet nevezett a selejtezőkre, bár Liechtenstein még a selejtezők megkezdése előtt visszalépett. A FÁK, majd Oroszország vette át a Szovjetunió helyét, miközben a FIFA felfüggesztette Jugoszlávia tagságát a délszláv háború miatt és nem vehettek részt a sorozatban. Az európai zóna 13 helyet kapott a 24-es mezőnyben, Németország címvédőként automatikusan kijutott a világbajnokságra, így a fennmaradó 12 helyért 37 ország válogatottja versenyzett.
A 37 csapatot hat csoportba sorolták, öt darab 6 tagúba és egy 7 tagú csoportba, kivételt jelentett az 5. csoport, amelyben végül csak 5 csapat szerepelt Jugoszlávia felfüggesztése miatt. A csapatok egymás ellen oda-visszavágós alapon megmérkőztek. A csoportgyőztesek és a második helyezettek kijutottak az 1994-es világbajnokságra.
San Marino és Feröer először vett részt világbajnoki-selejtezőben. Izrael az UEFA tagja lett, miután az 1986-os és az 1990-es selejtezőkben még az óceániai-zóna tagjaként szerepelt. Észtország, Lettország és Litvánia először indult független államként, azután, hogy 1958 és 1990 között a Szovjetunió színeiben szerepeltek.

## Kiemelés
A sorsolást 1991. december 8-án tartották.
| 1. kalap      |
| ------------- |
| Olaszország   |
| Anglia        |
| Spanyolország |
| Belgium       |
| Szovjetunió   |
| Franciaország |

| 2. kalap      |
| ------------- |
| Jugoszlávia   |
| Csehszlovákia |
| Hollandia     |
| Skócia        |
| Ausztria      |
| Írország      |

| 3. kalap      |
| ------------- |
| Románia       |
| Dánia         |
| Lengyelország |
| Magyarország  |
| Portugália    |
| Svédország    |

| 4. kalap       |
| -------------- |
| Észak-Írország |
| Bulgária       |
| Svájc          |
| Norvégia       |
| Görögország    |
| Wales          |

| 5. kalap    |
| ----------- |
| Törökország |
| Izland      |
| Finnország  |
| Albánia     |
| Málta       |
| Ciprus      |

| 6. kalap   |
| ---------- |
| Luxemburg  |
| San Marino |
| Feröer     |
| Izrael     |
| Észtország |
| Lettország |
| Litvánia   |

### Összegezve
| 1. csoport                                 | 2. csoport                                          | 3. csoport                                                 | 4. csoport                                | 5. csoport                          | 6. csoport                                       |
| ------------------------------------------ | --------------------------------------------------- | ---------------------------------------------------------- | ----------------------------------------- | ----------------------------------- | ------------------------------------------------ |
| · Olaszország · Svájc                      | · Norvégia · Hollandia                              | · Spanyolország · Írország                                 | · Románia · Belgium                       | · Görögország · Oroszország         | · Svédország · Bulgária                          |
| · Portugália · Skócia · Málta · Észtország | · Anglia · Lengyelország · Törökország · San Marino | · Dánia · Észak-Írország · Litvánia · Lettország · Albánia | · Csehszlovákia · Wales · Ciprus · Feröer | · Izland · Magyarország · Luxemburg | · Franciaország · Ausztria · Finnország · Izrael |
|                                            |                                                     |                                                            |                                           | · Jugoszlávia                       |                                                  |

## Csoportok

### 1. csoport
| Hely. | Csapat      | M  | Gy | D | V | G+ | G– | Gk  | P  | Továbbjutás                          |     | Olaszország | Svájc | Portugália | Skócia | Málta | Észtország |
| ----- | ----------- | -- | -- | - | - | -- | -- | --- | -- | ------------------------------------ | --- | ----------- | ----- | ---------- | ------ | ----- | ---------- |
| 1.    | Olaszország | 10 | 7  | 2 | 1 | 22 | 7  | +15 | 16 | Kijutott az 1994-es világbajnokságra |     | —           | 2–2   | 1–0        | 3–1    | 6–1   | 2–0        |
| 2.    | Svájc       | 10 | 6  | 3 | 1 | 23 | 6  | +17 | 15 | Kijutott az 1994-es világbajnokságra |     | 1–0         | —     | 1–1        | 3–1    | 3–0   | 4–0        |
| 3.    | Portugália  | 10 | 6  | 2 | 2 | 18 | 5  | +13 | 14 |                                      |     | 1–3         | 1–0   | —          | 5–0    | 4–0   | 3–0        |
| 4.    | Skócia      | 10 | 4  | 3 | 3 | 14 | 13 | +1  | 11 |                                      | 0–0 | 1–1         | 0–0   | —          | 3–0    | 3–1   |            |
| 5.    | Málta       | 10 | 1  | 1 | 8 | 3  | 23 | −20 | 3  |                                      | 1–2 | 0–2         | 0–1   | 0–2        | —      | 0–0   |            |
| 6.    | Észtország  | 10 | 0  | 1 | 9 | 1  | 27 | −26 | 1  |                                      | 0–3 | 0–6         | 0–2   | 0–3        | 0–1    | —     |            |

### 2. csoport
| Hely. | Csapat        | M  | Gy | D | V | G+ | G– | Gk  | P  | Továbbjutás                          |     | Norvégia | Hollandia | Anglia | Lengyelország | Törökország | San Marino |
| ----- | ------------- | -- | -- | - | - | -- | -- | --- | -- | ------------------------------------ | --- | -------- | --------- | ------ | ------------- | ----------- | ---------- |
| 1.    | Norvégia      | 10 | 7  | 2 | 1 | 25 | 5  | +20 | 16 | Kijutott az 1994-es világbajnokságra |     | —        | 2–1       | 2–0    | 1–0           | 3–1         | 10–0       |
| 2.    | Hollandia     | 10 | 6  | 3 | 1 | 29 | 9  | +20 | 15 | Kijutott az 1994-es világbajnokságra |     | 0–0      | —         | 2–0    | 2–2           | 3–1         | 6–0        |
| 3.    | Anglia        | 10 | 5  | 3 | 2 | 26 | 9  | +17 | 13 |                                      |     | 1–1      | 2–2       | —      | 3–0           | 4–0         | 6–0        |
| 4.    | Lengyelország | 10 | 3  | 2 | 5 | 10 | 15 | −5  | 8  |                                      | 0–3 | 1–3      | 1–1       | —      | 1–0           | 1–0         |            |
| 5.    | Törökország   | 10 | 3  | 1 | 6 | 11 | 19 | −8  | 7  |                                      | 2–1 | 1–3      | 0–2       | 2–1    | —             | 4–1         |            |
| 6.    | San Marino    | 10 | 0  | 1 | 9 | 2  | 46 | −44 | 1  |                                      | 0–2 | 0–7      | 1–7       | 0–3    | 0–0           | —           |            |

### 3. csoport
| Hely. | Csapat         | M  | Gy | D | V | G+ | G– | Gk  | P  | Továbbjutás                          |     | Spanyolország | Írország | Dánia | Észak-Írország | Litvánia | Lettország | Albánia |
| ----- | -------------- | -- | -- | - | - | -- | -- | --- | -- | ------------------------------------ | --- | ------------- | -------- | ----- | -------------- | -------- | ---------- | ------- |
| 1.    | Spanyolország  | 12 | 8  | 3 | 1 | 27 | 4  | +23 | 19 | Kijutott az 1994-es világbajnokságra |     | —             | 0–0      | 1–0   | 3–1            | 5–0      | 5–0        | 3–0     |
| 2.    | Írország       | 12 | 7  | 4 | 1 | 19 | 6  | +13 | 18 | Kijutott az 1994-es világbajnokságra |     | 1–3           | —        | 1–1   | 3–0            | 2–0      | 4–0        | 2–0     |
| 3.    | Dánia          | 12 | 7  | 4 | 1 | 15 | 2  | +13 | 18 |                                      |     | 1–0           | 0–0      | —     | 1–0            | 4–0      | 2–0        | 4–0     |
| 4.    | Észak-Írország | 12 | 5  | 3 | 4 | 14 | 13 | +1  | 13 |                                      | 0–0 | 1–1           | 0–1      | —     | 2–2            | 2–0      | 3–0        |         |
| 5.    | Litvánia       | 12 | 2  | 3 | 7 | 8  | 21 | −13 | 7  |                                      | 0–2 | 0–1           | 0–0      | 0–1   | —              | 1–1      | 3–1        |         |
| 6.    | Lettország     | 12 | 0  | 5 | 7 | 4  | 21 | −17 | 5  |                                      | 0–0 | 0–2           | 0–0      | 1–2   | 1–2            | —        | 0–0        |         |
| 7.    | Albánia        | 12 | 1  | 2 | 9 | 6  | 26 | −20 | 4  |                                      | 1–5 | 1–2           | 0–1      | 1–2   | 1–0            | 1–1      | —          |         |

### 4. csoport
| Hely. | Csapat              | M  | Gy | D | V  | G+ | G– | Gk  | P  | Továbbjutás                          |     | Románia | Belgium | Csehszlovákia | Wales | Ciprusi Köztársaság | Feröer |
| ----- | ------------------- | -- | -- | - | -- | -- | -- | --- | -- | ------------------------------------ | --- | ------- | ------- | ------------- | ----- | ------------------- | ------ |
| 1.    | Románia             | 10 | 7  | 1 | 2  | 29 | 12 | +17 | 15 | Kijutott az 1994-es világbajnokságra |     | —       | 2–1     |               | 5–1   | 2–1                 | 7–0    |
| 2.    | Belgium             | 10 | 7  | 1 | 2  | 16 | 5  | +11 | 15 | Kijutott az 1994-es világbajnokságra |     | 1–0     | —       |               | 2–0   | 1–0                 | 3–0    |
| 3.    | Csehek és Szlovákok | 10 | 4  | 5 | 1  | 21 | 9  | +12 | 13 |                                      |     |         |         | —             |       |                     |        |
| 4.    | Wales               | 10 | 5  | 2 | 3  | 19 | 12 | +7  | 12 |                                      | 1–2 | 2–0     |         | —             | 2–0   | 6–0                 |        |
| 5.    | Ciprus              | 10 | 2  | 1 | 7  | 8  | 18 | −10 | 5  |                                      | 1–4 | 0–3     |         | 0–1           | —     | 3–1                 |        |
| 6.    | Feröer              | 10 | 0  | 0 | 10 | 1  | 38 | −37 | 0  |                                      | 0–4 | 0–3     |         | 0–3           | 0–2   | —                   |        |

### 5. csoport
| Hely. | Csapat       | M | Gy | D | V | G+ | G– | Gk  | P  | Továbbjutás                           |     | Görögország | Oroszország | Izland | Magyarország | Luxemburg | Szerbia és Montenegró |
| ----- | ------------ | - | -- | - | - | -- | -- | --- | -- | ------------------------------------- | --- | ----------- | ----------- | ------ | ------------ | --------- | --------------------- |
| 1.    | Görögország  | 8 | 6  | 2 | 0 | 10 | 2  | +8  | 14 | Kijutott az 1994-es világbajnokságra  |     | —           | 1–0         | 1–0    | 0–0          | 2–0       |                       |
| 2.    | Oroszország  | 8 | 5  | 2 | 1 | 15 | 4  | +11 | 12 | Kijutott az 1994-es világbajnokságra  |     | 1–1         | —           | 1–0    | 3–0          | 2–0       |                       |
| 3.    | Izland       | 8 | 3  | 2 | 3 | 7  | 6  | +1  | 8  |                                       |     | 0–1         | 1–1         | —      | 2–0          | 1–0       |                       |
| 4.    | Magyarország | 8 | 2  | 1 | 5 | 6  | 11 | −5  | 5  |                                       | 0–1 | 1–3         | 1–2         | —      | 1–0          |           |                       |
| 5.    | Luxemburg    | 8 | 0  | 1 | 7 | 2  | 17 | −15 | 1  |                                       | 1–3 | 0–4         | 1–1         | 0–3    | —            |           |                       |
| 6.    | Jugoszlávia  | 0 | 0  | 0 | 0 | 0  | 0  | 0   | 0  | Felfüggesztve a délszláv háború miatt |     |             |             |        |              |           | —                     |

### 6. csoport
| Hely. | Csapat        | M  | Gy | D | V | G+ | G– | Gk  | P  | Továbbjutás                          |     | Svédország | Bulgária | Franciaország | Ausztria | Finnország | Izrael |
| ----- | ------------- | -- | -- | - | - | -- | -- | --- | -- | ------------------------------------ | --- | ---------- | -------- | ------------- | -------- | ---------- | ------ |
| 1.    | Svédország    | 10 | 6  | 3 | 1 | 19 | 8  | +11 | 15 | Kijutott az 1994-es világbajnokságra |     | —          | 2–0      | 1–1           | 1–0      | 3–2        | 5–0    |
| 2.    | Bulgária      | 10 | 6  | 2 | 2 | 19 | 10 | +9  | 14 | Kijutott az 1994-es világbajnokságra |     | 1–1        | —        | 2–0           | 4–1      | 2–0        | 2–2    |
| 3.    | Franciaország | 10 | 6  | 1 | 3 | 17 | 10 | +7  | 13 |                                      |     | 2–1        | 1–2      | —             | 2–0      | 2–1        | 2–3    |
| 4.    | Ausztria      | 10 | 3  | 2 | 5 | 15 | 16 | −1  | 8  |                                      | 1–1 | 3–1        | 0–1      | —             | 3–0      | 5–2        |        |
| 5.    | Finnország    | 10 | 2  | 1 | 7 | 9  | 18 | −9  | 5  |                                      | 0–1 | 0–3        | 0–2      | 3–1           | —        | 0–0        |        |
| 6.    | Izrael        | 10 | 1  | 3 | 6 | 10 | 27 | −17 | 5  |                                      | 1–3 | 0–2        | 0–4      | 1–1           | 1–3      | —          |        |

## Kijutott csapatok
Az alábbi tizenhárom csapat jutott ki az UEFA-zónából az 1994-es labdarúgó-világbajnokságra.
| Csapat        | Kijutás                   | Kijutás dátuma     | Korábbi szereplés a világbajnokságon1                                                 |
| ------------- | ------------------------- | ------------------ | ------------------------------------------------------------------------------------- |
| Németország   | Címvédő                   | 1990. július 8.    | 12 (1934, 1938, 19542, 19582, 19622, 19662, 19702, 19742, 19782, 19822, 19862, 19902) |
| Olaszország   | 1. csoport győztese       | 1993. november 17. | 12 (1934, 1938, 1950, 1954, 1962, 1966, 1970, 1974, 1978, 1982, 1986, 1990)           |
| Svájc         | 1. csoport 2. helyezettje | 1993. november 17. | 6 (1934, 1938, 1950, 1954, 1962, 1966)                                                |
| Norvégia      | 2. csoport győztese       | 1993. október 13.  | 1 (1938)                                                                              |
| Hollandia     | 2. csoport 2. helyezettje | 1993. november 17. | 5 (1934, 1938, 1974, 1978, 1990)                                                      |
| Spanyolország | 3. csoport győztese       | 1993. november 17. | 1 (1934, 1950, 1962, 1966, 1978, 1982, 1986, 1990)                                    |
| Írország      | 3. csoport 2. helyezettje | 1993. november 17. | 1 (1990)                                                                              |
| Románia       | 4. csoport győztese       | 1993. november 17. | 5 (1930, 1934, 1938, 1970, 1990)                                                      |
| Belgium       | 4. csoport 2. helyezettje | 1993. november 17. | 8 (1930, 1934, 1938, 1954, 1970, 1982, 1986, 1990)                                    |
| Görögország   | 5. csoport győztese       | 1993. május 23.    | 0 (debütálás)                                                                         |
| Oroszország   | 5. csoport 2. helyezettje | 1993. június 2.    | 7 (19583, 19623, 19663, 19703, 19823, 19863, 19903)                                   |
| Svédország    | 6. csoport győztese       | 1993. november 10. | 8 (1934, 1938, 1950, 1958, 1970, 1974, 1978, 1990)                                    |
| Bulgária      | 6. csoport 2. helyezettje | 1993. november 17. | 5 (1962, 1966, 1970, 1974, 1986)                                                      |

1 Félkövérrel az adott év világbajnokai vannak jelölve. Dőlt betűvel az adott év rendezői kerültek feltüntetésre.
2 NSZK néven. Az NDK válogatottja szintén részt vett a világbajnoki-selejtezőkben ebben az időszakban és egy alkalommal jutott ki a világbajnokságra (1974).
3 Szovjetunió néven.